# Alquité
Alquité es una localidad, pedanía del municipio de Riaza, en la provincia de Segovia situada en la sierra de Ayllón junto a la provincia de Guadalajara.
Forma parte de la Comunidad de Villa y Tierra de Ayllón en la ruta de los pueblos amarillos, rojos y negros, siendo Alquité de estos últimos.

## Historia
Fue citada por primera vez en la fundación del obispado de Segovia (1124) en un Documento de Alfonso VI. 
Hasta el censo de 1857 figuraba con nombre Alguite .
En 1979 el municipio de Villacorta, que entonces contaba con las pedanías de Alquité y Martín Muñoz de Ayllón anexionadas ambas sobre 1850, desapareció, agregándose al municipio de Riaza.

## Demografía
| 10            | 9 | 8 | 6 | 6 | 4 | 5 | 4 | 4 | 4 | 3 | 5 | 5 |
| (Fuente: INE) |   |   |   |   |   |   |   |   |   |   |   |   |

## Cultura

### Patrimonio

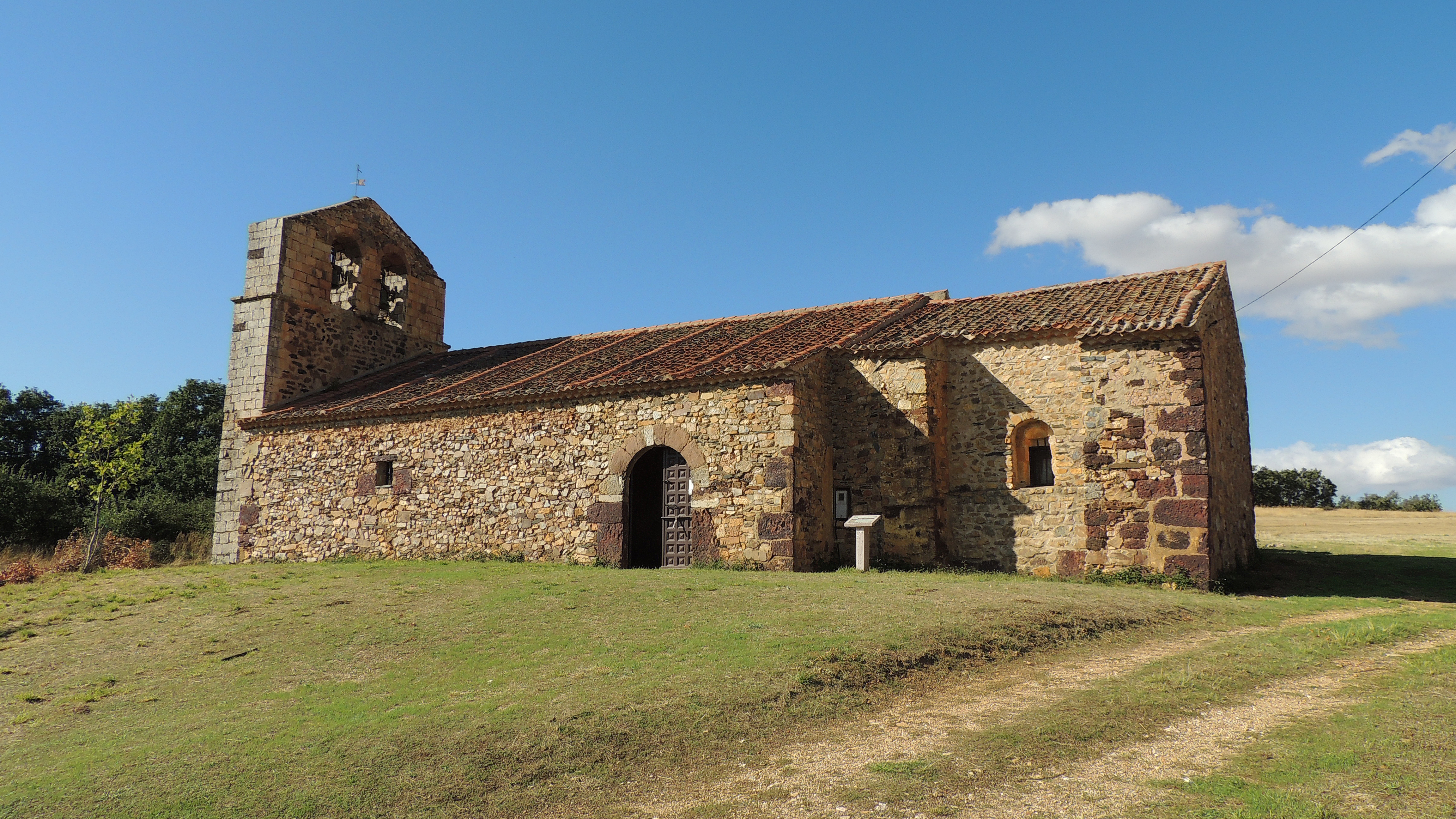
Iglesia de San Pedro

- Iglesia de San Pedro, de origen románico;[6]
- Mirador del Otero de Alquité.

### Fiestas
- En el mes de junio, el día del Corpus Christi;
- El 16 de agosto, San Roque. Se celebra con misa, procesión que finaliza con la tradición de rematar (subastar) los palos de la imagen del Santo, bailes tradicionales con dulzainas, concursos de cartas, almuerzo vecinal, chocolatada y juegos populares.[1]